# Antonio Infantino
Antonio Baldassare Infantino (* 22. März 1991 in Welwyn Garden City) ist ein italienischer Leichtathlet, der sich auf den 200-Meter-Lauf spezialisiert hat.

## Leben
Antonio Infantino wurde als Sohn italienischer Eltern, die sich einst in London kennenlernen, in England geboren. Er wuchs in Hertford auf. In seiner Jugend spielte er Fußball und durchlief die Jugendmannschaften des Watford FC. Nachdem abzusehen war, dass es für eine Karriere als Profispieler nicht reichen würde, wechselte er 2005 zur Leichtathletik und begann fortan in den Sprintdisziplinen zu trainieren. Seit 2014 trainiert er unter der Anleitung von Joshua Nevers-Simpson, der auch gleichzeitig sein Physiotherapeut ist, im Lee Valley Athletics Center in London.
Infantino lebt heute im Westen Londons. Er absolvierte ein Studium der Philosophie am King’s College. Im Juni 2016 erwarb er die Italienische Staatsbürgerschaft.

## Sportliche Laufbahn
Infantino wurde 2007 Britischer Vize-U17-Meister im 100-Meter-Lauf. 2010 trat er bei den Britischen Juniorenmeisterschaften über 200 Meter an, bei denen er den fünften Platz belegte. Im Halbfinale stellte er mit 21,50 s eine neue Bestzeit auf. Bis 2014 verbesserte er sich bis auf 20,69 s. 2015 gewann er im 200-Meter-Lauf die Goldmedaille bei den Britischen Hallenmeisterschaften. Ein Jahr darauf nahm er erstmals an den Italienischen Meisterschaften teil, nachdem er Staatsbürgerschaft erworben hatte. Über 200 Meter belegte er den vierten Platz, bevor er einen Monat später bei den Europameisterschaften in Amsterdam antreten konnte. Dabei gelang es ihm in das Halbfinale einzuziehen, in dem er als Sechster seines Laufes ausschied. Kurz nach den Europameisterschaften steigerte er sich auf 20,53 s. 2017 gewann er die Silbermedaille bei den Italienischen Meisterschaften und verpasste mit seiner Bestzeit von 20,45 s, die er bereits im April aufstellte, die Qualifikation für die Weltmeisterschaften in London lediglich um eine Hundertstelsekunde. Rückblickend betrachtet, beschreibt er seine vorherige Einstellung zum Profisport als wenig ernsthaft. Erst mit dem Wechsel in das italienische Team änderte er seinen Fokus auf den Sport und das Training erheblich. 2019 und 2020 wurde Infantino jeweils Italienischer Meister über 200 Meter. 2019 verbesserte er sich auf 20,41 s und qualifizierte sich damit für die Weltmeisterschaften in Doha, bei denen er mit 20,89 s allerdings bereits nach dem Vorlauf ausschied.
2021 wurde Infantino Italienischer Vizemeister im 200-Meter-Lauf. Er qualifizierte sich anschließend zum ersten Mal für die Olympischen Sommerspiele. In Tokio belegte er in 20,90 s und fünften Platz in seinem Vorlauf und verpasste damit den Einzug in das Halbfinale.
2022 wurde Infantino wegen Dopings für drei Jahre gesperrt.

## Wichtige Wettbewerbe
| Jahr                | Veranstaltung           | Ort                 | Platz               | Disziplin           | Zeit / Weite        |
| Startet für Italien | Startet für Italien     | Startet für Italien | Startet für Italien | Startet für Italien | Startet für Italien |
| ------------------- | ----------------------- | ------------------- | ------------------- | ------------------- | ------------------- |
| 2016                | Europameisterschaften   | Amsterdam           | 16.                 | 200 m               | 20,93 s             |
| 2019                | Weltmeisterschaften     | Doha                | 43.                 | 200 m               | 20,89 s             |
| 2021                | Olympische Sommerspiele | Tokio               | 34.                 | 200 m               | 20,90 s             |

## Persönliche Bestleistungen
Freiluft
- 200 m: 20,41 s, 22. Mai 2019, London

Halle
- 60 m: 6,73 s, 5. Januar 2020, London
- 200 m: 20,77 s, 18. Februar 2018, Birmingham